# پرسکات (آریزونا)

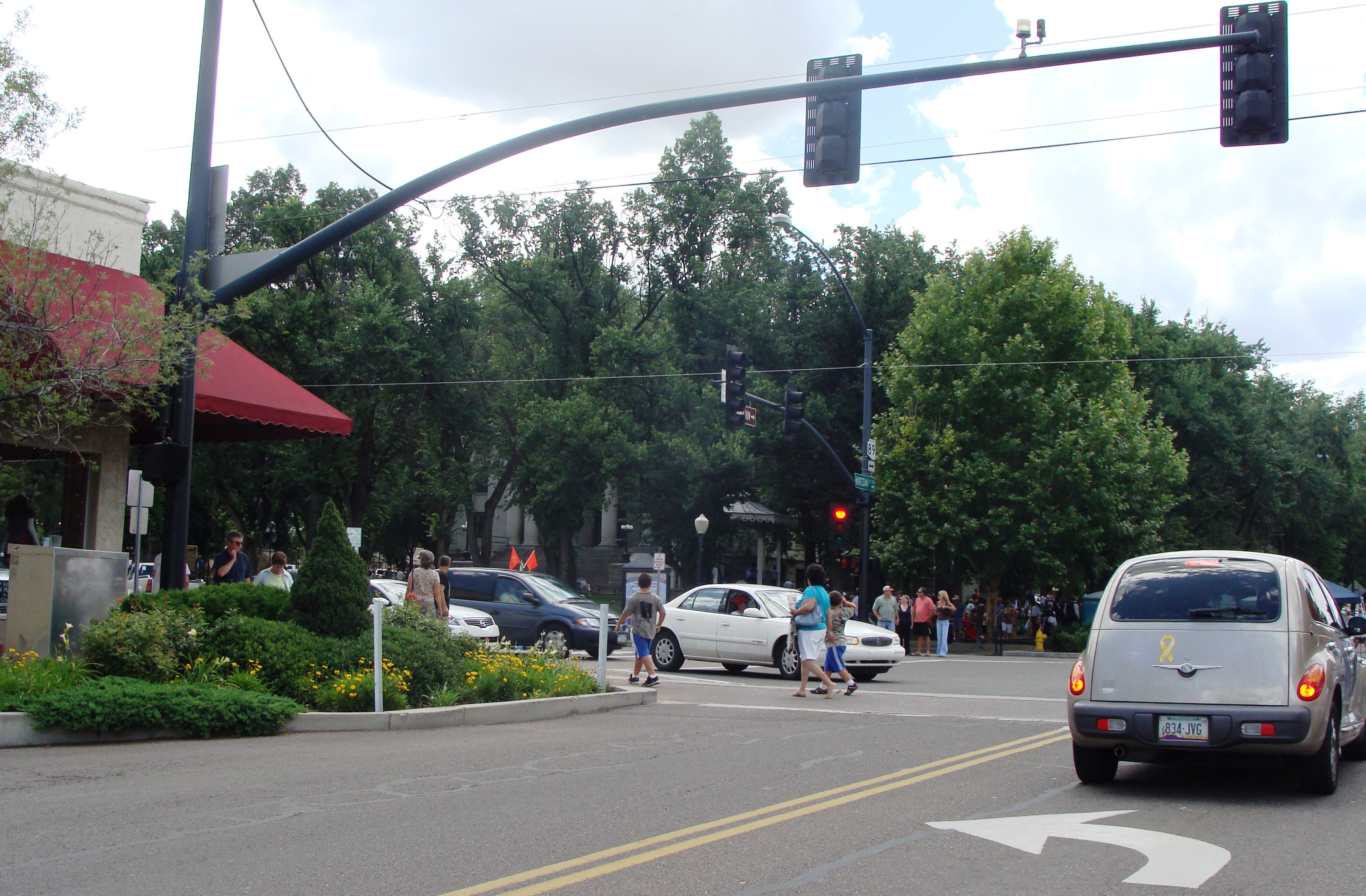

پرسکت (به انگلیسی: Prescott) شهری در ایالت آریزونا در آمریکاست.
این شهر در جوار جنگل ملی پرسکت قرار دارد.